# Paweł Teclaf
Paweł Teclaf (Kartuzy, 18 giugno 2003) è uno scacchista polacco.
Ha ottenuto il titolo di maestro internazionale nel 2021, all'età di 18 anni.

## Carriera
Ha vinto sette volte il campionato polacco giovanile in varie fasce d'età: nel 2011 nella categoria U8, nel 2013 nella categoria U10, nel 2914 e 2015 nella categoria U12, nel 2016 e 2017 nella categoria U14, nel 2021 nella categoria U18.
Ha vinto due volte la medaglia di bronzo nel campionato del mondo giovanile di scacchi: nel 2013 ad Al-Ayn nella categoria U10 e nel 2014 a Montevideo nella categoria U14.
In luglio-agosto 2021 ha partecipato a Soči alla Coppa del Mondo di scacchi, ma ha perso nel primo turno 1,5─2,5 contro Dommaraju Gukesh.
In agosto 2021 ha ottenuto la prima norma di grande maestro nel 57º Festival Akiba Rubinstein di Polanica-Zdrój.
In novembre 2021 ha partecipato con la nazionale polacca al Campionato europeo di scacchi a squadre, ottenendo la medaglia di bronzo di squadra.
Ha raggiunto il massimo rating FIDE in ottobre 2021, con 2543 punti Elo.